# Allotropie du bore

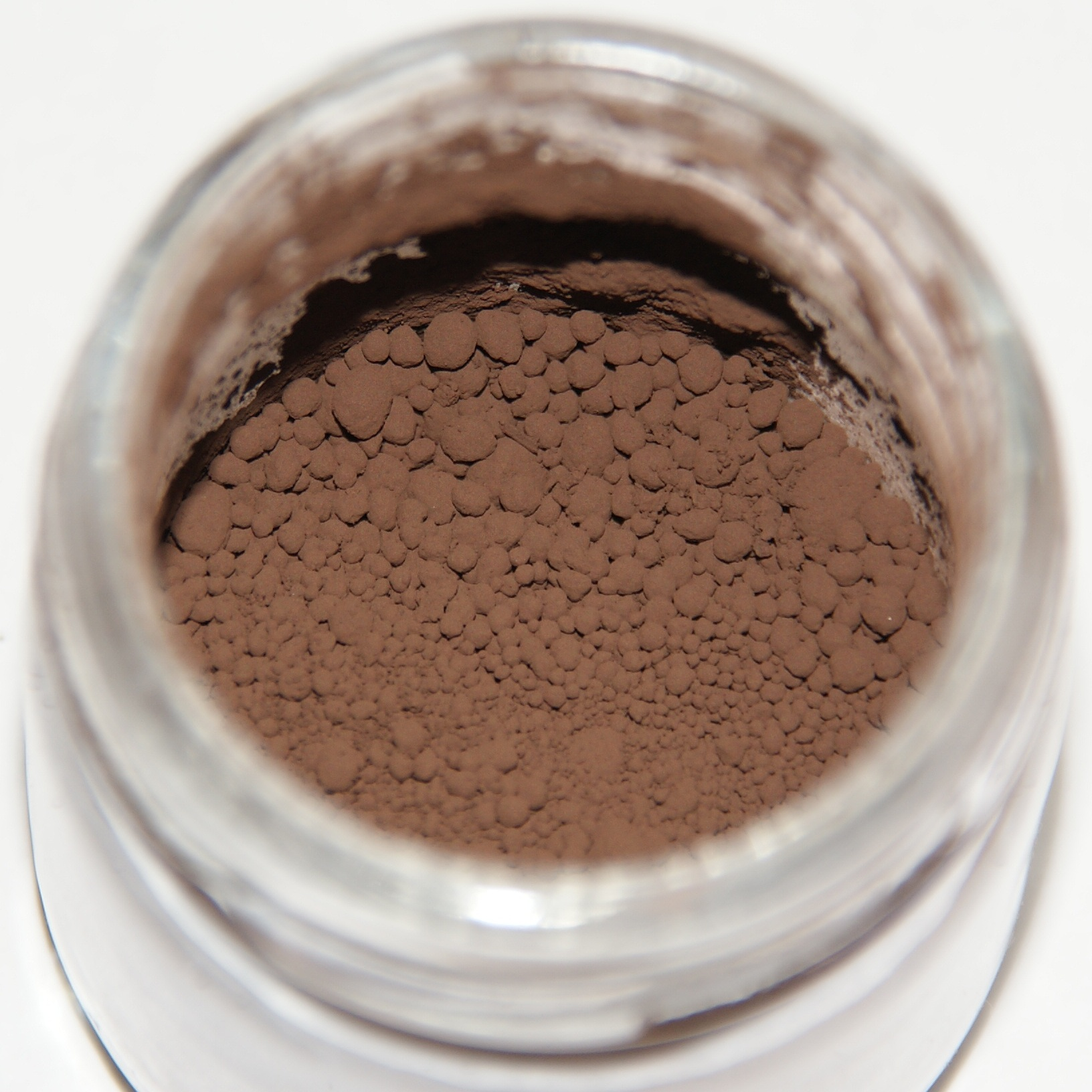
Bore amorphe en poudre.

Le bore peut être préparé sous de nombreuses formes allotropiques, amorphes et cristallines. Les formes cristallines bien connues sont la forme α rhomboédrique, la forme β rhomboédrique et la forme β tétragonale. Sous des conditions particulières, le bore peut aussi être synthétisé sous la forme α tétragonale et la forme γ orthorhombique. Deux formes amorphes sont également connues, l'une ayant l'aspect d'une poudre finement divisée et l'autre ayant un aspect vitreux,. Bien qu'au moins quatorze allotropes supplémentaires ont été signalés, les existences de ces autres formes sont basées sur des indices ténus ou n'ont pas été expérimentalement confirmées. Des mélanges d'allotropes ou des structures stabilisées par des impuretés sont également envisagés,,,. Alors que la phase β rhomboédrique et la plus stable et les autres sont métastable, le rythme de transformation est négligeable à température ambiante : les cinq phases cristallines peuvent ainsi exister sous conditions ambiantes. La poudre amorphe et la phase β rhomboédrique polycristalline sont les formes les plus communes. Ce dernier est un matériau gris de dureté importante, environ dix pour cent plus léger que l'aluminium et avec un point de fusion de 2 080 °C.
Enfin depuis 2014, il existe de nombreuses formes de borosphérène qui sont autant de nouveaux allotropes de bore.

## Propriétés
| Phase du bore                          | α-R                           | α-T                                       | β-R                            | β-T         | γ              | Amorphe     | Amorphe     |
| -------------------------------------- | ----------------------------- | ----------------------------------------- | ------------------------------ | ----------- | -------------- | ----------- | ----------- |
| Phase du bore                          | α-R                           | α-T                                       | β-R                            | β-T         | γ              | Poudre      | Vitreux     |
| Système cristallin                     | Rhomboédrique                 | Tétragonal                                | Rhomboédrique                  | Tétragonal  | Orthorhombique |             |             |
| Occurrence                             | commun                        | particulier                               | commun                         | commun      | particulier    |             |             |
| Atomes par maille simple               | 12                            | 50                                        | 105‒108                        | 192         | 28             |             |             |
| Masse volumique (g/cm3)                | 2,46                          | 2,29‒2,39                                 | 2,35                           | 2,36        | 2,52           | 1,73        | 2,34–2,35   |
| Dureté Vickers (GPa),                  | 42                            |                                           | 45                             |             | 50–58          |             |             |
| Module d'élasticité isostatique (GPa), | 224                           |                                           | 184                            |             | 227            |             |             |
| Bande interdite (eV)                   | 2                             |                                           | 1,6                            | ~2,6        | 2,1            | 0,56–0,71   |             |
| Couleur                                | Les cristaux sont rouge clais | Noir et opaque, avec un lustre métallique | Sombre à gris-argent brillant, | Noir/rouge, | Gris sombre    | Noir à brun | Noir opaque |
| Année de découverte                    | 1958                          | 1943/1973                                 | 1957                           | 1960        | 2009           | 1808        | 1911,       |

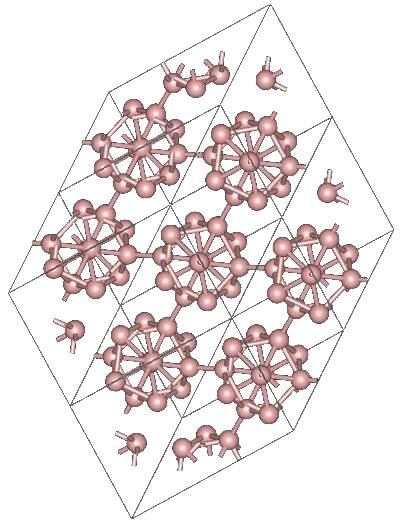
Structure de la forme α-R du bore.
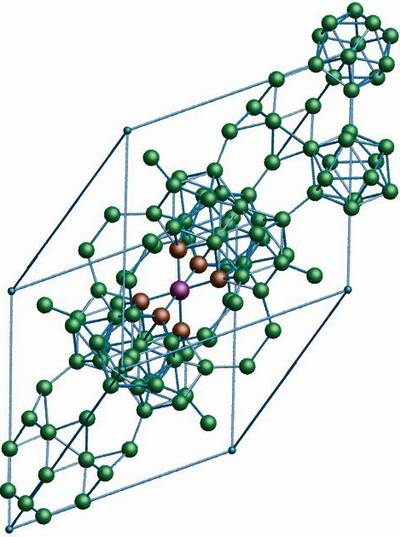
Structure de la forme β-R du bore.
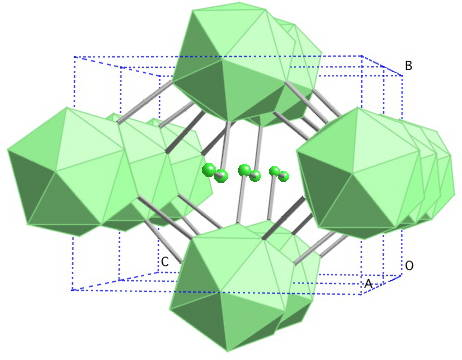
Structure de la forme γ du bore.